# Ottavio Bottecchia
Ottavio Bottecchia (ur. 1 sierpnia 1894 w San Martino del Colle/Udine; zm. 15 czerwca 1927 w Gemona) był włoskim kolarzem szosowym.
Bottecchia jest uważany za pierwszą wielką "gwiazdę" włoskiego kolarstwa. W latach 1924 i 1925 wygrał Tour de France. Nigdy jednak nie zdobył w swoim kraju takiej popularności na jaką zasługiwał, a jego sukcesy zostały wkrótce przyćmione przez takie sławy jak Alfredo Binda czy Costante Girardengo.
Urodził się w wielodzietnej rodzinie, jako jedno z dziewięciorga dzieci. Służył podczas I wojny światowej we włoskiej armii jako strzelec wyborowy. Pod koniec wojny był wzięty do niewoli, ale udało mu się zbiec. Był zdecydowanym przeciwnikiem faszyzmu rodzącego się w jego czasach we Włoszech.

## Kariera
Po wojnie został zawodowym kolarzem. Jego pierwszym sukcesem było piąte miejsce w Giro d'Italia w 1923 roku. W tym samym roku wygrał etap w Tour de France i uplasował się na drugim miejscu w klasyfikacji generalnej. Rok później przystąpił do francuskiej drużyny Automoto, gdzie dostawał większe pieniądze, niż ktokolwiek w tym czasie mógł mu zaproponować we Włoszech. W 1924 był jednym z faworytów na Tour de France, gdyż już wcześniej potwierdził swoje umiejętności w jeździe w górach. Wygrał pierwszy etap i nie oddał już prowadzenia (a co za tym idzie - żółtej koszulki lidera) do końca wyścigu. Było to pierwsze włoskie zwycięstwo w wyścigu dookoła Francji. Ponownie wygrał ten wyścig rok później, dzięki pomocy Luciena Buysse, który stał się dzięki temu pierwszym pomocnikiem (domestique) w historii Touru. W 1926 roku Bottecchia wycofał się na jednym z podjazdów podczas burzy, w związku z czym wygrał Buysse.

## Tajemnicza śmierć
W 1927 roku zmarł w tajemniczych okolicznościach w wieku 33 lat. Znaleziono go ciężko rannego w przydrożnym rowie, stąd wywnioskowano, że zginął wskutek wypadku podczas treningu. Jego rower jednak stał nieuszkodzony przy drzewie, a on sam przykryty był liśćmi. Zmarł wkrótce w szpitalu w wyniku odniesionych urazów głowy. Dopiero po blisko 20 latach pewien rolnik przyznał na łożu śmierci, że rzucił w Bottecchię kamieniem, ponieważ myślał, że ten chce ukraść kilka winogron. Inny Włoch twierdził, że wykonał zabójstwo na zlecenie. Żadna z tych wersji nie została jednak oficjalnie potwierdzona. Wreszcie w 1973 roku włoski ksiądz, który dawał kolarzowi ostatnie namaszczenie, przypisał śmierć Bottecchii pewnemu faszyście, który był zazdrosny o jego sukces.